# Teladan Barat
Teladan Barat is een bestuurslaag in het regentschap Medan van de provincie Noord-Sumatra, Indonesië. Teladan Barat telt 7263 inwoners (volkstelling 2010).